# Las Dalias
Las Dalias es un mercadillo de temática hippie, que fue fundado en San Carlos de Peralta en Ibiza en 1985 por Juan Fernando Marí, conocido como Juanito de Las Dalias, con la colaboración de la galerista inglesa Helga Watson-Todd. El mercadillo se ubica en los jardines y en el interior del bar-restaurante del mismo nombre, un local que abrió Juan Marí Juan (padre de Juanito de Las Dalias), en 1954.

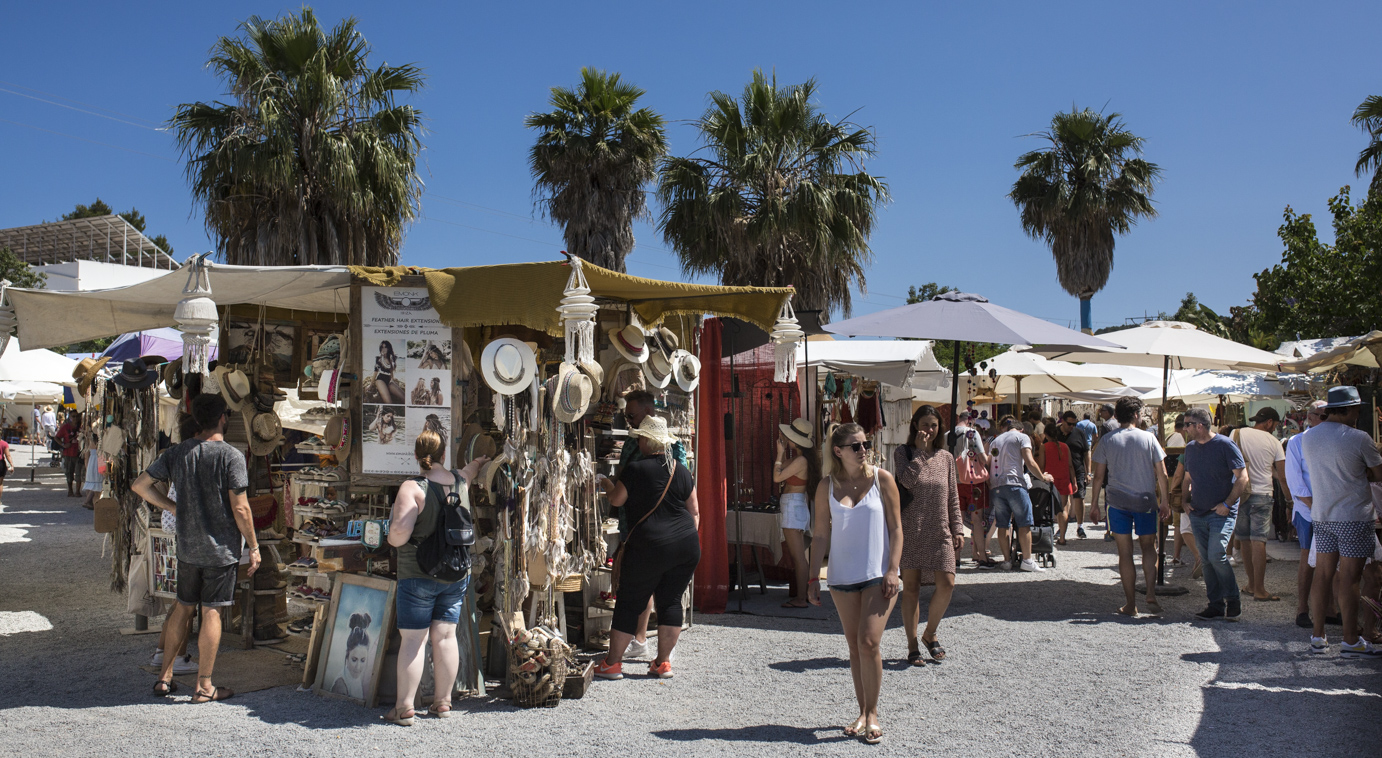
Vista actual del mercadillo de Las Dalias.

## Historia
AÑOS 50
El 4 de noviembre de 1954, el agricultor y carpintero Juan Marí Juan abre las puertas del bar Las Dalias, lo que fue un acontecimiento en un pueblo tan aislado como San Carlos de Peralta, ubicado en el norte de una isla, Ibiza, por entonces casi olvidada. Todavía faltaban cuatro años para que la isla acogiese el primer aterrizaje de un vuelo con turistas españoles y franceses.
A pesar de que por entonces la economía de isla de Ibiza era básicamente de subsistencia, comenzaron a llegar los primeros turistas atraídos por el ambiente de libertad que se respiraba, frente a las ataduras de la España gris de la Dictadura Franquista. Casualmente, también en 1954 descubrieron la isla Aristóteles Onassis, Rainiero de Mónaco o John Wayne, los primeros integrantes de una larga lista de celebridades que se quedaron prendadas de la belleza de Ibiza y Formentera.
AÑOS 60

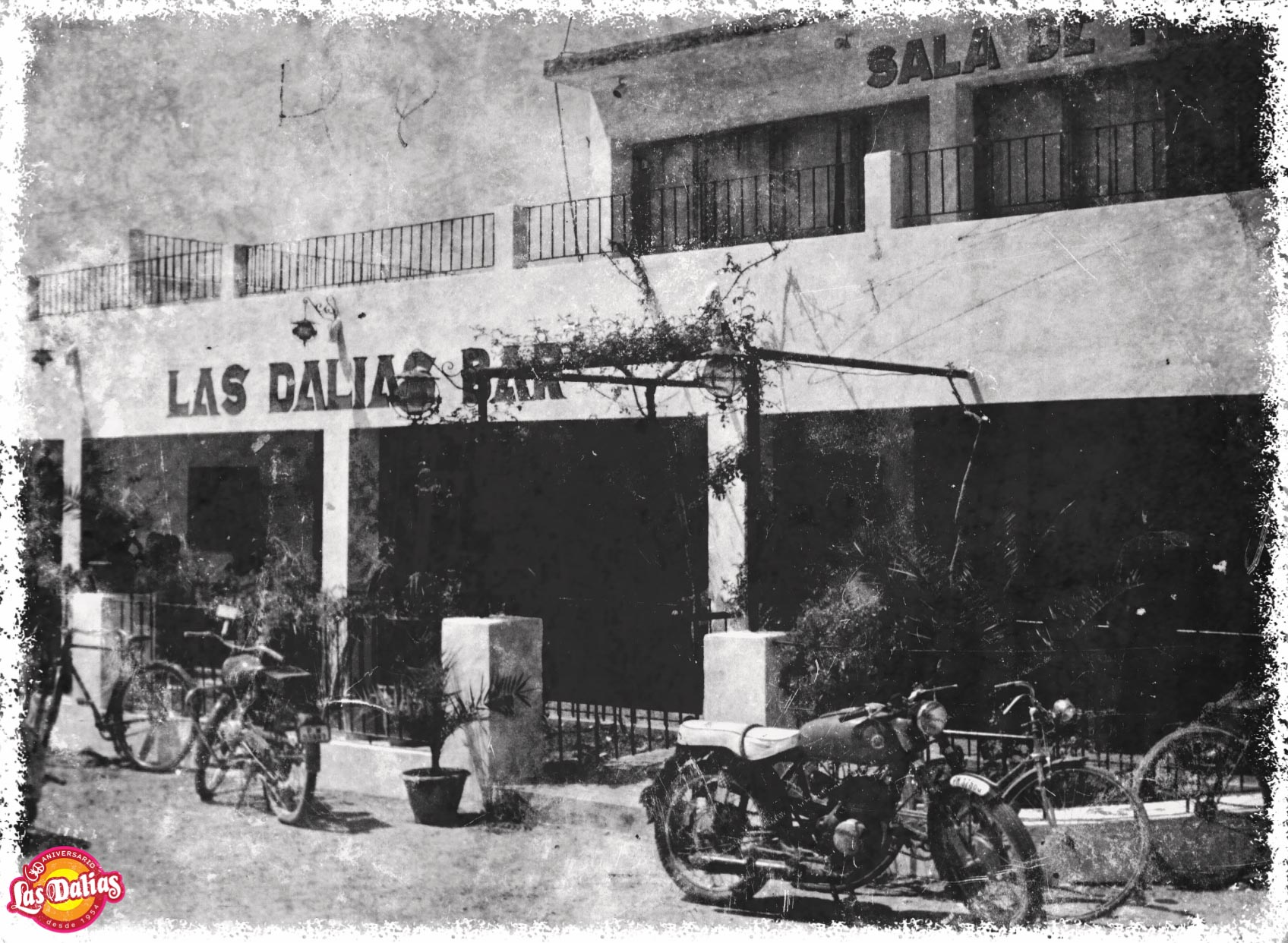
Vista de la fachada de Las Dalias Ibiza en los años 50 poco después de su apertura

Las Dalias reúne a autóctonos y visitantes, algunos de ellos miembros del movimiento conocido como los beatniks. Intelectuales y artistas encontraron en Ibiza refugio, inspiración, libertad y el color que faltaba en la España gris de la posguerra. La Guerra de Vietnam y la construcción del Muro de Berlín provocaron también la llegada a Ibiza y Formentera de los primeros hippies de EE. UU. y Europa, que encuentran su paraíso, sobre todo, en el norte de Ibiza. Las Dalias es un punto de encuentro de payeses y estos nuevos forasteros.
AÑOS 70
Se convierte en costumbre que los hippies, músicos y artesanos que trabajan en el mercadillo de Es Canar se relajen en Las Dalias después de la larga jornada. Al rock, al pop, y al punk que se escuchan en sus conciertos se suma el reggae. Precisamente en 1978 se produce la legendaria actuación de Bob Marley en Ibiza.
AÑOS 80
En 1983, la galerista inglesa Helga Watson-Todd y Juan Fernando Marí, el hijo del fundador, abren una pequeña sala de exposiciones junto al bar donde exponen los nuevos creadores de la isla. Su siguiente proyecto fue un mercadillo de ropa, artesanía, cerámica y tesoros de Oriente. Así, el día de San Valentín de 1985 nace el mercadillo de Las Dalias con cinco puestos en el jardín. Un año después ya había 50 artesanos, algunos de los cuales, junto a sus hijos, siguen trabajando hoy en día en el mercadillo. Al escenario de Las Dalias se suben estrellas del rock que llegan a Ibiza para grabar en los prestigiosos Estudios Mediterráneo, en San Lorenzo. Después de las largas sesiones de grabación, Las Dalias se convierte en punto encuentro para conciertos improvisados de esos mismos artistas.
AÑOS 90

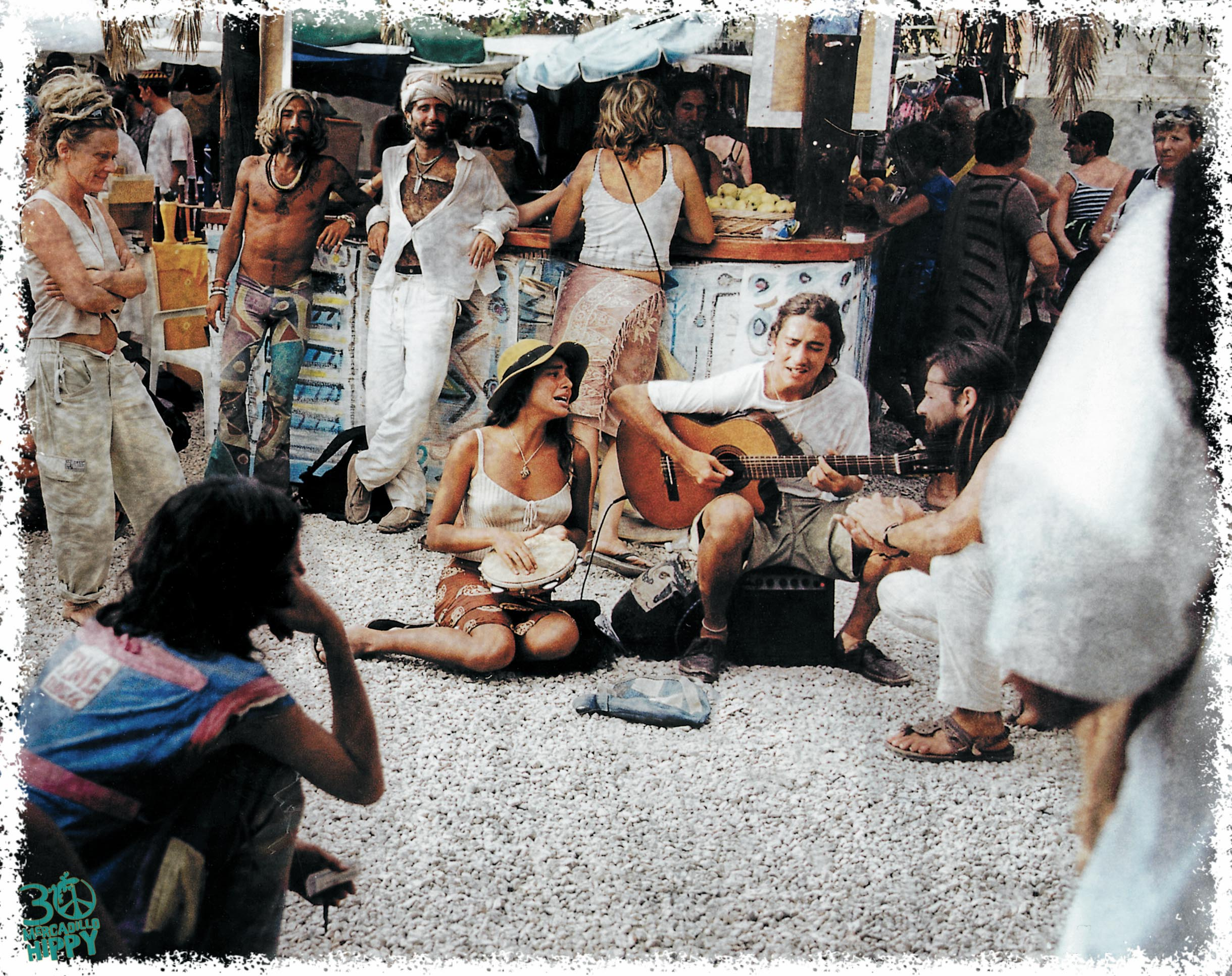
Una imagen que ejemplifica el ambiente relajado y hippy del mercadillo

Se programan eventos culturales, obras teatrales y fiestas durante todo el año. Es la época de los conciertos en homenaje a los mitos de una generación: The Rolling Stones, Lennon, Budy Holly y otros. También nace la fiesta Namasté, hospitalaria y alternativa, que se centra en las músicas del mundo y en ofrecer un ambiente inspirado en Oriente. Su decoración y sus innovadoras propuestas musicales son una alternativa al panorama electrónico que domina la isla.
S.XXI. AÑOS 2000-2010

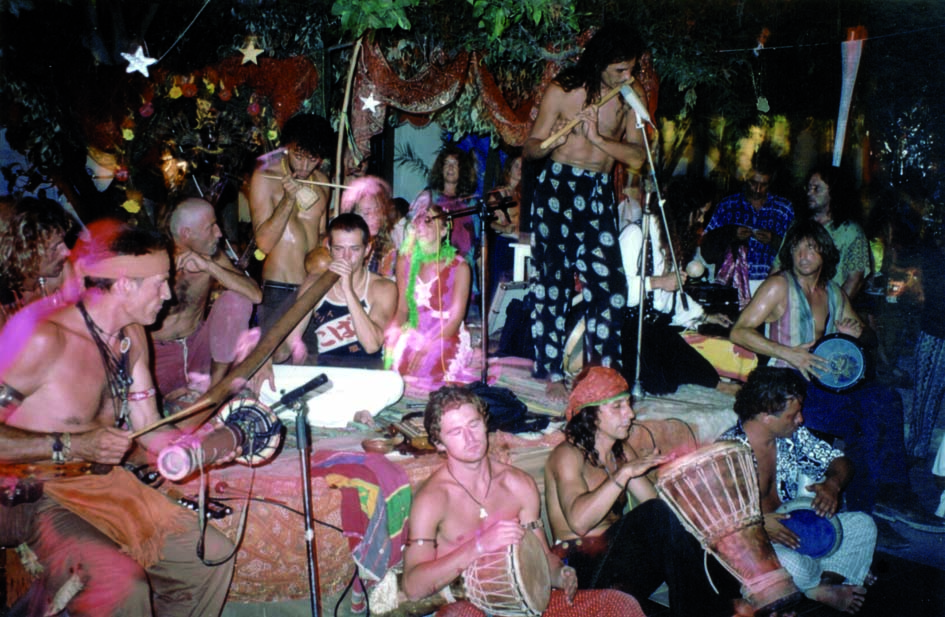
La fiesta Namasté es una de las señas de identidad de Las Dalias Ibiza.

La programación musical se amplía y por el escenario pasan los mejores grupos españoles de pop y rock. Las peticiones para montar un puesto en el mercadillo proceden de todas partes del mundo y comienza a haber lista de espera. En 2010 ya son más de 200 puestos de artesanía los que se instalan en el interior y en los jardines de Las Dalias. Nace el mercadillo de los domingos y el Night Market, que se celebra durante las noches de los lunes y martes del verano. Las Dalias tiene cada vez más presencia en los medios de comunicación y en las ferias nacionales e internacionales de turismo, donde acude invitada por el Consejo Insular de Ibiza.
AÑOS 2000-2019
Más de un centenar de puestos se trasladan por primera vez fuera de Ibiza. A Madrid llega “Las Dalias On The Road”, una caravana de artesanos que lleva el mercadillo a la capital de España en dos ocasiones (2010 y 2011) y a Ámsterdam en otras dos (2014 y 2016). En 2009 nace “Las Dalias Ibiza & Formentera Magazine”, una publicación que reúne artículos sobre los pioneros del mercadillo, los nuevos artesanos, reportajes sobre la naturaleza de Ibiza y editoriales de moda enfocados al estilo más hippy y Adlib. En 2014, Las Dalias cumple 60 años. Un año más tarde se festeja el 30 aniversario del mercadillo. Manu Chao, con 4.000 espectadores, Macaco o Chambao ofrecen conciertos inolvidables. La oferta cultural y gastronómica de Las Dalias se diversifica.
En 2019 se celebra el 65.º aniversario de Las Dalias y 10.º aniversario de la revista Las Dalias Ibiza & Formentera Magazine.

## Premios y reconocimientos
Premio a la Iniciativa Empresarial de Diario de Ibiza 2018
Las Dalias recibe el premio a la Iniciativa Empresarial de Diario de Ibiza por más de medio siglo en constante crecimiento.
Premio de turismo 2016 del Gobierno balear
El Gobierno de las Islas Baleares concede a Las Dalias el Premio de Turismo 2016 por su contribución a la imagen del turismo en las islas. Este galardón reconoce la dilatada trayectoria y experiencia de Las Dalias, que desde 1954 se ha ido adaptando a las tendencias del turismo y que hoy constituye una referencia internacional.
El Gobierno Balear destacó su contribución cultural al panorama del turismo, al ofrecer espectáculos para los visitantes desde el primer día de su apertura.
Premio Xarc de Santa Eulària 2014
El Ayuntamiento de Santa Eulalia del Río otorgó a Las Dalias el Premio Xarc 2014, un galardón con el que distingue a las personas o entidades del municipio que sobresalen por su trayectoria profesional y proyección social, cultural y artística.
El fundador, Juan Marí Juan, y su hija Lucía recogieron el premio en una emotiva ceremonia que se celebró en el Teatro España.
Lugar de Interés Turístico de Santa Eulària
El Ayuntamiento de Santa Eulalia del Río reconoció en 2014 la labor de promoción turística de Las Dalias. El alcalde, Vicent Marí, entregó al fundador, Juan Marí Juan, la placa que acredita a Las Dalias como Lugar de Interés Turístico Municipal.
Como se destacó en el acto, desde que abrió el bar de carretera en 1954 hasta hoy, “Las Dalias lleva más de 60 años en funcionamiento con un mismo objetivo: ofrecer a los miles de personas que visitan el mercadillo cada año una alternativa de ocio y cultura basada en el amor al arte, a la música y a las cosas hechas a mano”.
Premio de la Cámara de Comercio de Ibiza y Formentera
La Cámara de Comercio, Industria y Navegación de Ibiza y Formentera concedió a Las Dalias el Premio Posidonia 2013 a la Excelencia Empresarial. La Cámara reconoció así la trayectoria de la marca y su contribución a la dinamización de la economía insular y al turismo de Ibiza, así como la revitalización de la imagen de la isla asociada al mercadillo y a las actividades culturales que lleva a cabo a lo largo del año. El premio es una escultura del joyero Enric Mayoral que representa las praderas submarinas de posidonia oceánica de las Pitiüses.

## Premio Internacional de Cuento Las Dalias
El Premio Internacional de Cuento Las Dalias nació en 2017 y ha conseguido sumar más de 4.000 participantes en sus dos primeras ediciones. Estas cifras lo convierten en el premio literario con más éxito de participación de Baleares. Este premio está coordinado por el poeta ibicenco Ben Clark.
Hasta el momento se han convocado tres ediciones (la tercera de ellas se encuentra actualmente en plazo de inscripciones).
El premio está dotado con 3.000 euros al ganador y la publicación del relato en la revista Las Dalias Ibiza & Formentera Magazine.
El premio está pensado para relatos de hasta 1.000 palabras.
En las anteriores ediciones, este premio ha recaído en el escritor Gonzalo Calcedo (2017), con el relato ‘Tercero y octavo’, y en la escritora Nerea Pallares (2018) con ‘La ofrenda’.
El jurado de la primera edición estuvo presidido por José María Merino, académico de la Real Academia Española, y formado por los escritores Clara Obligado y Javier Serena.
El jurado de la segunda edición estuvo presidido de nuevo por José María Merino y compuesto por la escritora Clara Obligado y el editor Fabio de la Flor.

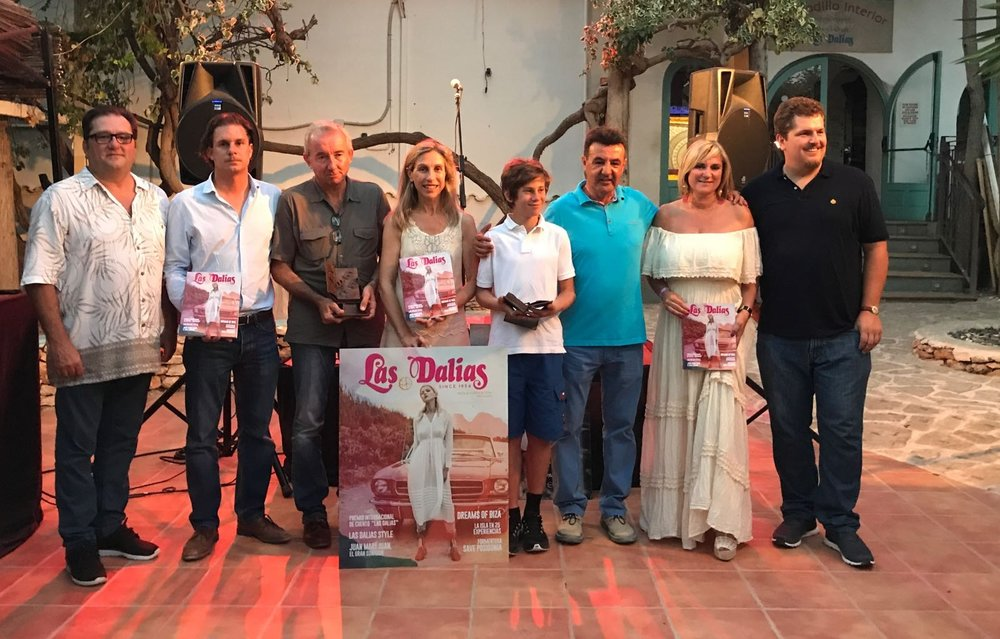
Jesús Turel, Salvador Losa, Gonzalo Calcedo, Carmen Ferrer, Kian Taber Köhler, Juan Marí, Marta Díaz y Ben Clark en la entrega de premios.

PREMI DE RELAT CURT “JUAN MARÍ JUAN”
Por otro lado, Las Dalias ofrece su respaldo a la creación literaria en catalán de los más jóvenes a través del Premio de Relat Curt 'Juan Marí Juan', en homenaje al fundador de Las Dalias.
Este premio está pensado para relatos en catalán, escritos por estudiantes de ESO y Bachillerato de todos los centros escolares de Ibiza y Formentera.
La dotación de este galardón es de 400 euros para estudiantes de ESO y de otros 400 euros para estudiantes de Bachillerato de las islas. Además, los relatos ganadores se publican en Las Dalias Ibiza & Formentera Magazine.
Los ganadores de las ediciones anteriores han sido Kian Taber Kohler (2017), Tania Ramon Planells y Sami Amrani Sonntag (2018).